# 8 лютого
8 лютого — 39-й день року в григоріанському календарі. До кінця року залишається 326 днів (327 днів — у високосні роки).

## Свята і пам'ятні дні

### Національні
Північна Корея: день КНА

### Релігійні

#### Християнство
- День народження Святого Мученика Ромейського Імператора Костантина XII (1405—1453).
- День народження Слуги Божого Ієремії Ломницького (1860—1916).
- День Святої Жозефіни Бакіти (1869—1947).
- Міжнародний день молитви за жертв торгівлі людьми.

Православ'я:
- Великомученика Федора Стратилата.
- Пророка Захарії Серповидця.
- Святителя Сави II, архієпископа Сербського.

### Іменини
✝  Католицькі:
✙ Православні: Федір, Захарія, Сава.

## Події

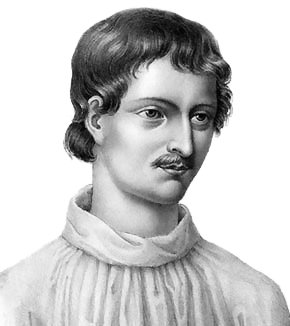
Джордано Бруно

- 1106 — великий князь Київський Володимир Мономах склав «Повчання» — перший дидактично-художній твір Київської Русі
- 1347 — угодою ворогуючих сторін закінчилась громадянська війна у Візантії
- 1575 — Вільгельмом Оранським заснований Лейденський університет
- 1587 — після 19 років ув'язнення у замку Фотерінгей за звинуваченням у змові проти королеви Англії Єлизавети I страчена колишня шотландська королева і претендентка на англійський престол Марія Стюарт
- 1600 — суд інквізиції виніс смертний вирок Джордано Бруно
- 1627 — перше письмово зафіксоване застосування у гірництві вибухової технології.
- 1807 — біля прусського міста Ейлау відбулась найкривавіша битва російсько-прусько-французької війни за участю майже 150 тисяч осіб
- 1837 — дуель між Олександром Пушкіним і Жоржем Дантесом
- 1861 — сім південних штатів утворили Конфедеративні Штати Америки
- 1865 — Грегор Мендель представив відкриті ним закони товариству природознавців у Брно
- 1879 — шотландсько-канадський інженер Сендфорд Флемінг запропонував увести часові пояси, нульовий меридіан та 24-годинний всесвітній формат часу
- 1885 — опубліковане перше оповідання Бернарда Шоу
- 1887 — Конгрес США затвердив акт Дауеса
- 1908 — перше виконання 2-ї симфонії Сергія Рахманінова (Москва)
- 1914 — у Монреалі створили українське видавництво «Новий Світ»
- 1915 — у Лос-Анджелесі відбулася прем'єра фільму Девіда Ґріффіта «Народження нації», включеного згодом до списку 100 найкращих фільмів усіх часів і народів
- 1916 — у Цюриху (Швейцарія) група поетів оголосила про появу нової мистецької течії — дадаїзму
- 1921 — РНК УСРР ухвалила декрет про заповідник «Асканія-Нова» (розвивався Ф. Фальц-Фейном з 1874 р.).
- 1928 — перша передача телесигналу через океан — із Лондона до Нью-Йорку
- 1929 — у Ленінграді заарештували майбутнього академіка (тоді ще студента) Дмитра Лихачова (засуджений на 5 років і відправлений на Соловки)
- 1963 — в Іраку в результаті військового перевороту прийшла до влади партія Баас
- 1964 — Beatles прибули в аеропорт «Кеннеді» й Америку охопила хвиля бітломанії
- 1965 — у Британії заборонили рекламу сигарет на телебаченні
- 1969 — відбувся перший політ найбільшого у світі пасажирського літака Boeing 747 (зараз найбільший — Аеробус A380)
- 1971 — засновано одну з трьох основних фондових бірж США — NASDAQ
- 1972 — у лондонському Альберт-холі скасували концерт Френка Заппи та Mothers of Invention, бо деякі їхні пісні були визнані непристойними
- 1981 — у тисняві на стадіоні «Георгіос Караїскакіс» у Піреї (Греція) загинула 21 людина.
- 1984 — відкрилися XIV Зимові Олімпійські ігри в Сараєво.
- 1992 — Україна встановила дипломатичні відносини з Ватиканом і Азербайджаном.
- 1992 — відкрилися XVI Зимові Олімпійські ігри в Альбервілі, Франція.
- 1994 — Україна приєдналась до програми НАТО «Партнерство заради миру».
- 1997 — у Києві була створена партія Християнсько-Народний Союз, яку у 2003 році було перейменовано на Християнсько-Демократичний Союз.
- 2002 — відкрилися XIX Зимові Олімпійські ігри в Солт-Лейк-Сіті, США.
- 2025 — гурт Ziferblat перемогли на національному відборі та поїхали представляти Україну на Євробаченні 2025

## Народились

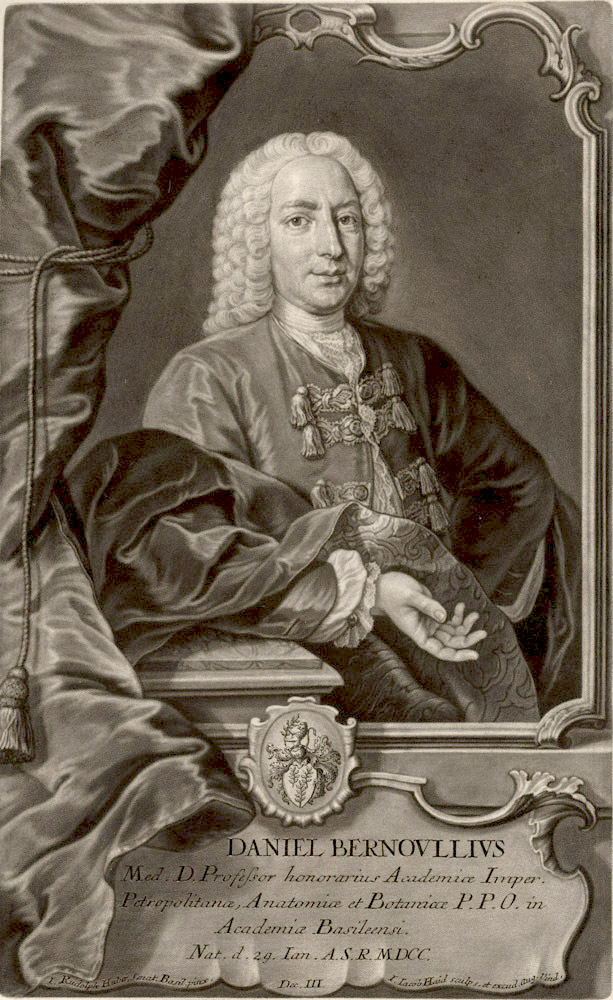
Даніель Бернуллі

Дивись також Категорія:Народились 8 лютого
- 412 — Прокл Діадох, давньогрецький філософ-неоплатонік.
- 1552 — Теодор Агріппа д'Обіньє, французький поет, прозаїк, військовик та історик кінця епохи Відродження.
- 1591 — Гверчіно, італійський художник доби бароко.
- 1700 — Даніель Бернуллі, фізик і математик, відкривач однойменного рівняння стаціонарного руху ідеальної рідини.
- 1709 — Джузеппе Тореллі, італійський композитор, скрипаль, альтист, педагог. Брат художника Феліче Тореллі.
- 1777 — Бернар Куртуа, французький хімік. Відкрив хімічний елемент Йод.
- 1822 — Опанас Маркович, народознавець, член Кирило-Мефодіївського товариства.
- 1825 — Бейтс Генрі Волтер, англійський натураліст і мандрівник, відкрив явище мімікрії.
- 1828 — Жуль Верн, французький письменник-фантаст бретонського походження.
- 1834 — Дмитро Менделєєв, російський хімік.
- 1850 — Кейт Шопен, американська письменниця.
- 1850 — Іван Похитонов, український живописець та графік.
- 1860 — Єремія Ломницький, церковний діяч, місіонер, священик-василіянин, співзасновник жіночого чернечого Згромадження Сестер Служебниць Непорочної Діви Марії.
- 1866 — Леон Бакст, сценограф, книжковий ілюстратор, майстер станкового живопису та театральної графіки.
- 1878 — Мартін Бубер, єврейський релігійний філософ і письменник.
- 1883 — Йозеф Шумпетер, австрійський і американський економіст і соціолог.
- 1899 — Лонні Джонсон (справжнє ім'я Алонсо Джонсон), американський блюзовий музикант (пом. 1970).
- 1904 — Ігор Белза, український і російський історик культури, музикознавець, композитор, педагог (пом. 1994 року).
- 1906 — Честер Карлсон, американський фізик, винахідник процесу ксерокопіювання.
- 1920 — Лана Тернер, голлівудська кінозірка.
- 1925 — Джек (Джон Волер ІІІ) Леммон, американський кіноактор («Деякі люблять гарячіше», «Китайський синдром»).
- 1928 — В'ячеслав Тихонов, радянський актор, Народний артист СРСР, виконавець ролі Ісаєва-Штірліца.
- 1930 — Діана Петриненко народна артистка України, співачка (лірико-колоратурне сопрано), професор Національної музичної академії України ім. П.Чайковського.
- 1931 — Джеймс Дін, американський кіноактор (його коротке життя та трагічна загибель 1955 року стала для американської молоді романтичним міфом і породили культ Діна).
- 1932 — Джон Вільямс, американський композитор і музикант.
- 1939 — Раїса Колесник, українська оперна співачка.
- 1945 — Джим Капальді, один із засновників групи Traffic.
- 1945 — Джон Ґрішем, американський письменник і продюсер, автор гостросюжетних творів.
- 1952 — Аскольд Лозинський, президент Світового конґресу українців у 1998—2008.
- 1956 — Катерина Амосова, науковець у галузі кардіології, ректор НМУ імені О. О. Богомольця. Дочка академіка НАН і АМН України Миколи Амосова.
- 1966 — Христо Стоїчков, болгарський футболіст та тренер, один із кращих гравців болгарського футболу.
- 1969 — Роман Сущенко, український журналіст, кореспондент національного державного агентства Укрінформ, політв'язень.
- 1970 — Юрій Береза, офіцер МВС України, учасник війни на Донбасі. Народний депутат України 8-го скликання.
- 1971 — Володимир Балух, український громадський активіст, фермер, політв'язень.
- 1981 — Олексій Коваленко, офіцер Повітряних сил Збройних сил України, відзначився у ході російського вторгнення в Україну. Герой України (2023).
- 1982 — Ірина Мерлені, олімпійська чемпіонка з вільної боротьби.

## Померли

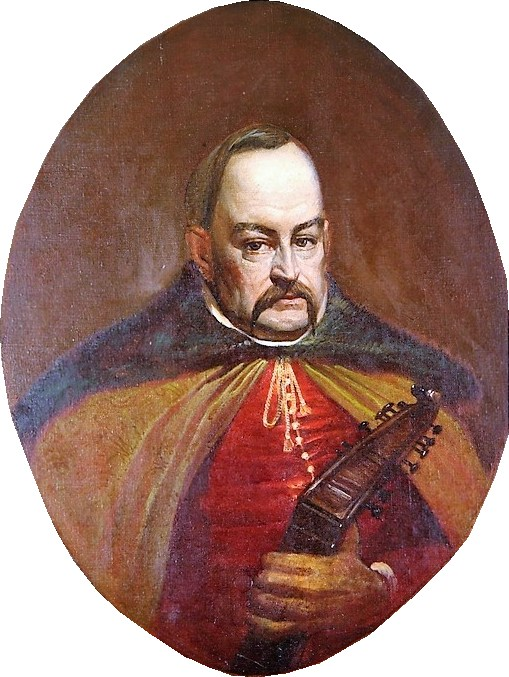
Антін Головатий. Портрет XIX століття

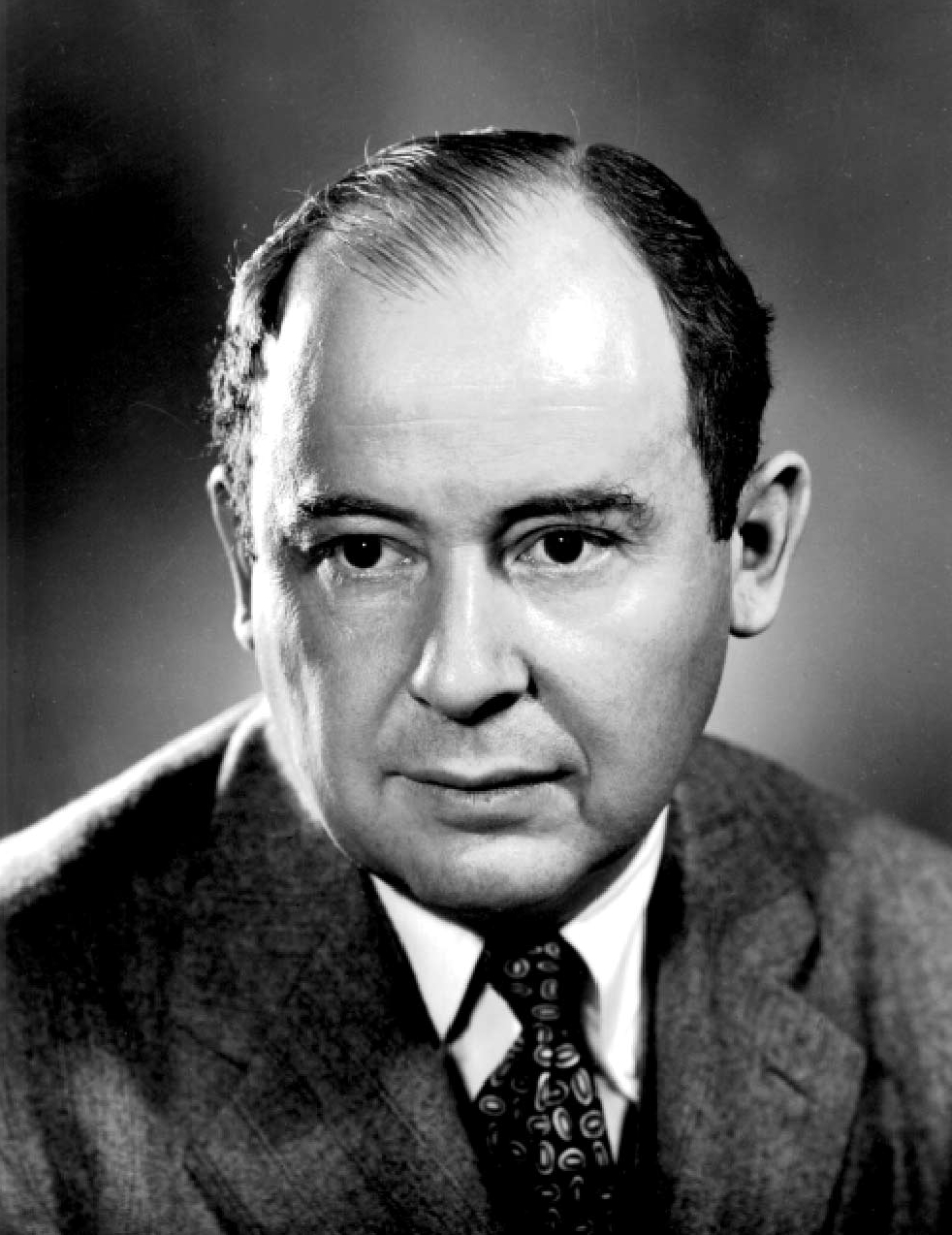
Джон фон Нейман

Віктор Чанов

Дивись також Категорія:Померли 8 лютого
- 1296 — Пшемисл II, польський король з династії П'ястів.
- 1587 — Марія I Стюарт, королева Шотландії і Франції.
- 1668 — Алессандро Тіаріні, італійський живописець.
- 1691 — Карло Райнальді, італійський архітектор, один з тих, які внесли найбільший внесок у формування образу Риму епохи бароко.
- 1797 — Антін Головатий, кошовий отаман Чорноморського козацького війська.
- 1835 — Гійом Дюпюїтрен, французький анатом та військовий хірург, відомий найбільше завдяки контрактурі Дюпюїтрена.
- 1849 — Франце Прешерн, словенський поет, один із творців словенської літературної мови.
- 1926 — Вільям Бетсон, англійський біолог, один із творців генетики.
- 1933 — Олександр Андріяшев, український історик, архівіст, археограф
- 1949 — Микола Козак-«Смок», крайовий референт СБ ПЗУЗ (1945), командир УПА-Північ, крайовий провідник ОУН на північно-західних землях (ПЗУЗ; 1946—1948), лицар Золотого Хреста Заслуги.
- 1957 — Джон фон Нейман, американський математик.
- 1959 — Вільям Джозеф Донован, керівник Управління стратегічних служб (попередник ЦРУ); «батько американської розвідки» та «батько ЦРУ».
- 1975 — Роберт Робінсон, англійський хімік-органік, лауреат Нобелівської премії 1947 року.
- 1976 — Денніс Ґабор, американський фізик угорського походження, винахідник голографії, Нобелівський лауреат.
- 1998 — Галдор Лакснесс, ісландський письменник, Нобелівський лауреат.
- 1999 — Айріс Мердок, англійська письменниця.
- 2010 — Федір Муравченко, головний конструктор і керівник Запорізького машинобудівного конструкторського бюро «Прогрес», член-кореспондент НАНУ.
- 2012 — Джон Ферфакс, британський веслувальник і мандрівник, який у 1969 першим здійснив перехід на веслах через Атлантичний океан
- 2017 — Віктор Чанов, радянський український футболіст. Український футбольний тренер.